# Rimi Natsukawa
Rimi Natsukawa (夏川りみ, Natsukawa Rimi), née Rimi Kaneku (兼久りみ, Kaneku Rimi), le 9 octobre 1973) est une chanteuse japonaise, originaire de l’archipel d’Okinawa. Elle chante des ballades romantiques du genre Enka qui intègrent parfois des éléments de musique traditionnelle d’Okinawa.

## Vie de famille
Rimi Natsukawa a grandi sur l’île Ishigaki, dans la région des îles Yaeyama, la partie la plus au Sud du Japon, située à environ 350 kilomètres d’Okinawa Honto. Sa mère est originaire de l’île Iriomote. Son père, Natsukawa Shizuo, vient de l’île Hateruma. Elle a plusieurs sœurs et plus d’une dizaine de neveux et nièces. Le 1er janvier 2009, elle a épousé le percussionniste Masaaki Tamaki, qu’elle avait rencontré à l’automne 2008 alors qu’elle était en tournée.

## Influences musicales
Outre les berceuses et les airs populaires d’Okinawa, elle a été influencée par le enka (演歌). Dès sa petite enfance, elle est capable de chanter par cœur une chanson de Sayuri Ishikawa. Elle présente son père — joueur de sanshin et interprète de musique d’Okinawa de style traditionnel — comme son principal mentor. Il la fait répéter après l’école et l’oriente vers le enka lorsqu’elle manifeste le souhait de devenir chanteuse.
Après un premier passage infructueux à Tokyo, elle retourne à Okinawa où elle pratique le karaoke dans le pub de sa sœur, à Naha. Elle interprète alors principalement les titres de chanteuses occidentales comme Céline Dion, Whitney Houston ou Mariah Carey. Elle renoue ensuite avec le enka et sa version chantée de Namida Sou Sou lui vaut un grand succès commercial. Au début de l’année 2007, désirant faire de la pop, elle se sépare de son agence de management, qui veut la cantonner dans un rôle de chanteuse traditionnelle.
Certaines de ses interprétations sont typiquement okinawaïenne comme « 島唄 » sur l'album  « Okinawa uta - Chikyū no kaze o kanjite » (おきなわうた ~琉球の風を感じて~, 2009).
Elle reprend également la chanson shiki no uta (四季の歌).

### Influences chinoises
L'île d'Okinawa, était jusqu'aux années 1870 dans le Royaume de Ryūkyū, indépendant du Japon et vassalisé par la Chine. Les relations du Japon pendant sa colonisation de Taïwan ont également permis de conserver un lien plus durable avec cette voisine d'Okinawa qu'avec le reste de la Chine, ces éléments semblent avoir beaucoup influencé la musique de Natsukawa Rimi. Elle a en effet également interprété quelques mélodie chinoises ou d'influence chinoise, comme : 
- « Hana » (花), sur l'album « Okinawa uta - Chikyū no kaze o kanjite » (おきなわうた ~琉球の風を感じて~, 2009) est une reprise de « huāxīn »(chinois : 花心) de Wakin Chau (周华健 / 周華健, zhōu huájiàn).
- « māmāhō » (マーマーホー) sur l'album « famureuta - Komori Uta » (ファムレウタ ~子守唄~), accompagné de différents instruments traditionnels chinois.
- « 天の子守歌 » reprise de la chanson mongole, Eejiin Buuvei (mongol cyrillique : Ээжийн бүүвэй, berceuse maternelle), connue en chinois sous le titre de  « Menggu yaolan qu » （chinois : 蒙古摇篮曲 ; pinyin : Mēnggǔ yáolán qǔ ; litt. « berceuse mongole ». La chanson a été interprétée pour la première fois en japonais par Дамдинсүрэнгийн Оюунтүлхүүр, connue sous le pseudonyme d'Oyunaa. La chanteuse, ainsi que Natsukawa Rimi, conservent dans le refrain le terme mongol büüvein de  (mongol bichig : ᠪᠦᠪᠡᠢ ᠶᠢᠨ, mongol cyrillique : бүүвэйн). La chanson est à l'origine chanté en mongol par Moergen 莫尔根, mòěrgēn, de Mongolie-Intérieure. Cette musique à l'harmonie typique de la musique traditionnelle mongole est également interprétée sur l'album  « famureuta - Komori Uta » (ファムレウタ ~子守唄~). Du morin khuur y est notamment utilisé dans l'introduction. Les paroles originales en mongol ont été composées par 傲云图里胡尔, àoyúntú lǐhúěr.

L'album « Uta Sagashi — Asia no Kaze » (歌さがし~アジアの風~), sorti en 2010 est constitué de 9 reprises de morceaux de musique chinoise. Il contient deux CD, le premier comporte des adaptations en japonais de ces chansons et deux chansons japonaises dont « Chant des quatre saisons » (四季歌), le second est une interprétation de la version originale en mandarin de ces chansons par Natsukawa Rimi et l'adaptation en chinois de « Chant des quatre saisons ». Parmi ces chansons, on peut citer « Yelai xiang » (夜来香, yèláixiāng de Li Xianglan (李香兰) ou « eien no tsuki »(永遠の月), chinois : 月亮代表我的心 ; pinyin : yuèliang dàibiǎo wǒ de xīn) connues au Japon pour leurs interprétations par Teresa Teng (邓丽君 / 鄧麗君), « jasumin no hana » (ジャスミンの花), reprise du classique chinois molihua (茉莉花),

## jalons professionnels
- À partir sa diffusion en 2001, son interprétation de la chanson Nada sōsō (淚光閃閃 ou 涙そうそう?), écrite par la chanteuse Ryoko Moriyama (森山 良子?) et le groupe  d'Okinawa BEGIN reste 123 semaines dans le classement de l'Oricon[2]. Cette chanson est également le générique du film Nada sōsō.
- Diffusé en 2005, son album Single Collection Vol 1 reçoit le grand prix d’excellence de Nihon Record[2].
- En 2006, elle donne son premier concert asiatique hors du Japon, à Taïwan[5].
- Début 2008, elle chante le générique de la série télévisée Full Swing, diffusée le samedi soir sur la NHK[6].
- En avril 2008, Daiichikoso, le principal fabricant de karaoké du Japon, montre que d’avril 1994 à février 2008, la chanson qui a été la plus choisie par les usagers est la version de Nada Sou Sou chantée par Rimi Natsukawa[7].
- Début 2009, elle tient le rôle d’une diseuse de bonne aventure dans le film Minami no Shima no Furimun du comédien Gori[8].

## Discographie
| - 2002 – Minami kaze — 南風 - 2002 – Teida - Taiyou Kazenu omoi — てぃだ 〜太陽・風ぬ想い〜 - 2003 – Sora no Keshiki — 空の風景（けしき） - 2003 – Famureuta - Komori Uta — ファムレウタ ~子守唄~ - 2004 – Okinawa no Kaze — 沖縄の風 - 2004 – Kaze no Michi — 風の道 - 2005 – Natsukawa Rimi SINGLE COLLECTION Vol.1 — 夏川りみ SINGLE COLLECTION Vol.1 - 2005 – Ayakaji no Ne — 彩風の音（アヤカジノネ） - 2006 – RIMITs - Best Duet Songs — RMITs ～ベスト・デュエット・ソングス～ - 2007 – Omoi Kaze (umuikaji) — 想い風（ウムイカジ） - 2007 – Uta Sagashi - Request Cover Album — - 2008 – Ai no Uta - Self Selection Best — あいのうた ～セルフセレクション・ベスト～ - 2009 – Okinawa Uta - Chikyū no Kaze o Kanjite — おきなわうた ~琉球の風を感じて~ - 2010 – Misato Hoshi Best Collection — - 2011 – Nuchigu sui mimigu sui — ぬちぐすい みみぐすい | - 1999 – Yubae ni yurete - 2000 – Hana ni naru - 2001 – Namida Sousou - 2003 – Michi Shirube - 2003 – Tori yo - 2003 – Warabigami - Yamatoguchi - 2004 – Namida Sousou ~ Special Edition ~ - 2004 – Aiyo Aiyo (Kanayo Kanaiyo) - 2004 – Namida Sousou - Warabigami - Yamatoguchi - 2004 – Kokoro Tsutae - 2005 – Sayonara Arigatou - 2005 – Hug Shichao - 2006 – Sayonara Arigato - Ten no Kaze / Mirai - 2007 – Furusato - 2008 – Ano Hana No Youni - 2008 – Inochi no Oto / Daijobu Daijoubu |